# 竹腰睦群
竹腰 睦群（たけのこし むつむら、明和6年（1769年）- 文化元年10月26日（1804年11月27日））は、尾張藩の附家老、美濃今尾藩の第7代当主。
第6代当主竹腰勝起の長男。正室は脇坂安親の娘。子は竹腰正定（長男）。官位は山城守。伯父で尾張藩主の徳川宗睦より偏諱を賜って睦群と名乗る。
天明5年（1785年）3月、将軍の徳川家治に初御目見した。寛政元年（1789年）10月に家督を相続した。11月、勝起の代に預けられていた美濃の3,000石についてお伺いを立てたところ、5ヵ年間の預け置きが命じられた。しかし寛政2年（1780年）3月、病弱のために充分な管理ができないとの理由で預け地は回収された。同5月、病気療養のために尾張に帰った。
文化元年（1804年）10月26日に36歳で病没し、跡を長男の正定が継いだ。法号は徳樹院殿栄誉天恵悠久大居士。墓所は愛知県名古屋市の相応寺。
藩主宗睦が死去すると、家臣ながら、尾張藩において徳川義直の男系血筋の唯一の生き残りとなる。

## 系譜
父母
- 竹腰勝起

正室
- 脇坂安親の娘

子女
- 竹腰正定（長男）